# Podhorácké muzeum
Podhorácké muzeum se nachází v budově bývalého proboštství v areálu cisterciáckého opatství Porta coeli v Předklášteří v okrese Brno-venkov v Jihomoravském kraji. Je součástí Muzea Brněnska.

## Historie
Muzeum bylo založeno 26. června 1929 v Tišnově jako vlastivědné muzeum dokumentující a shromažďující informace a sbírky z regionu a širšího Podhorácka. Muzeum sídlilo v budově tišnovské radnice. Po celá třicátá léta byl v kontrastu rychlý nárůst sbírek a snaha kurátorů je prezentovat ve stálých expozicích s trvalým nedostatkem úložních a výstavních prostor. Ještě více se situace zhoršila v době protektorátu, když stálé omezování prostoru vyústilo v uzavření muzea a vystěhování sbírek z dosavadních místností.  
Po roce 1945 došlo k obnově instituce, většina exponátů ale válku nepřečkala. V roce 1955 bylo s novým názvem (Okresní vlastivědné muzeum v Tišnově) přestěhováno do prostor tehdy zrušeného ženského cisterciáckého kláštera Porta coeli v sousední obci Předklášteří, která byla od roku 1953 součástí Tišnova. Po roce 1960 došlo k návratu původního názvu Podhorácké muzeum. Od roku 1967 se stalo spolu s Muzeem v Ivančicích, Muzeem ve Šlapanicích a Památníkem Mohyla míru součástí Okresního muzea Brno-venkov, v roce 2002 přejmenovaného na Muzeum Brněnska.

## Expozice
V interiérech barokní budovy bývalého proboštství nalezne návštěvník dvě přírodovědné expozice „Paleontologie a mineralogický systém“ a regionálně zaměřené „Minerály na Tišnovsku“. Protiváhou k nim jsou dvě historické expozice „Měšťanský obytný interiér z přelomu 19. a 20. století“ z roku 1999 a „Dějiny a současnost kláštera Porta coeli“ s vizuální podobou z roku 2021 a doplněnou videoprezentací gotických prostor kláštera. V muzejní galerii a výstavních sálech v prvním poschodí se konají sezonní výstavy.
Kromě vlastních expozic zajišťuje muzeum pro návštěvníky také prohlídky farního, původně klášterního kostela Nanebevzetí Panny Marie s výkladem o dějinách opatství.

## Další fotografie

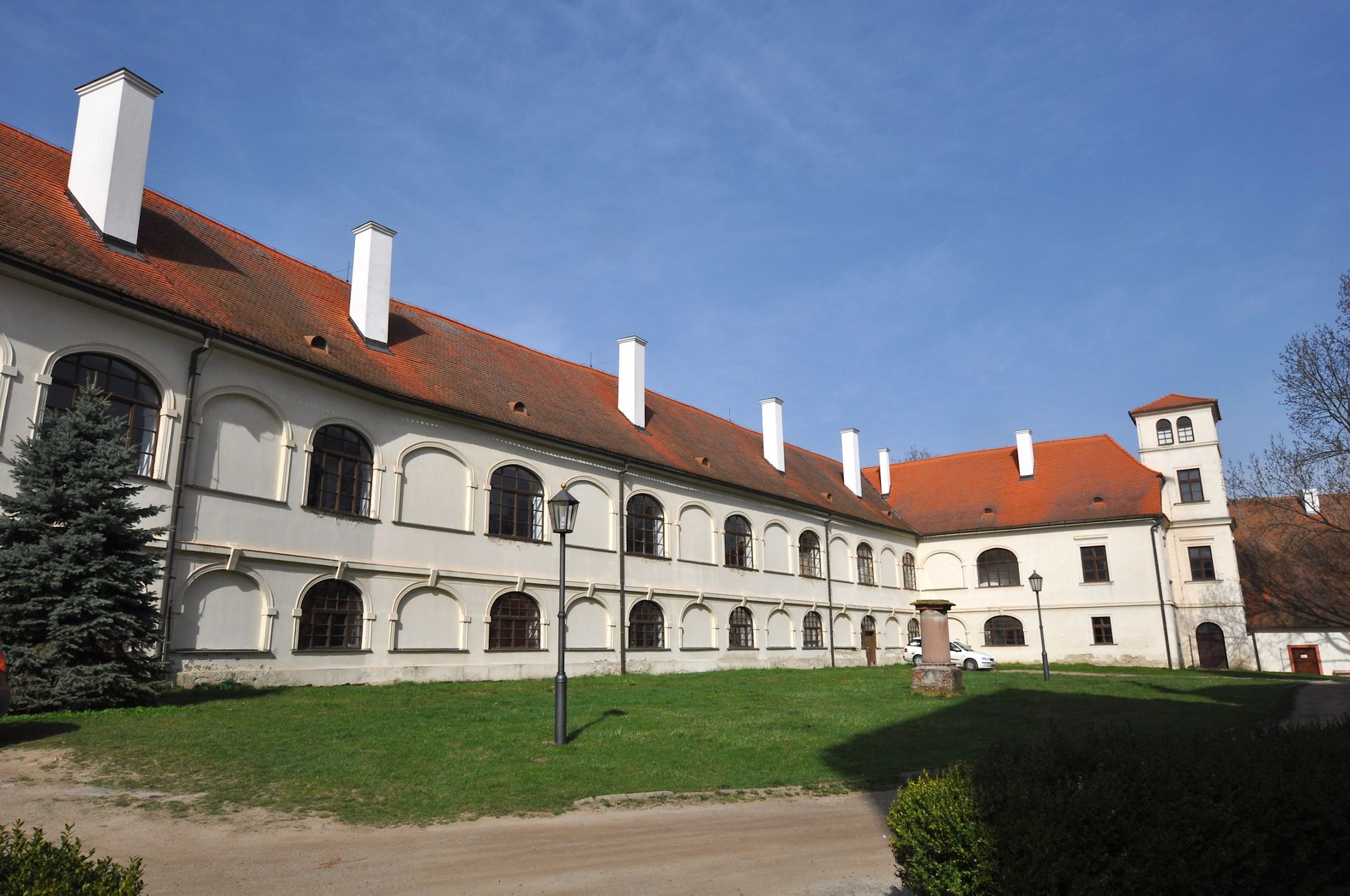
Budova muzea
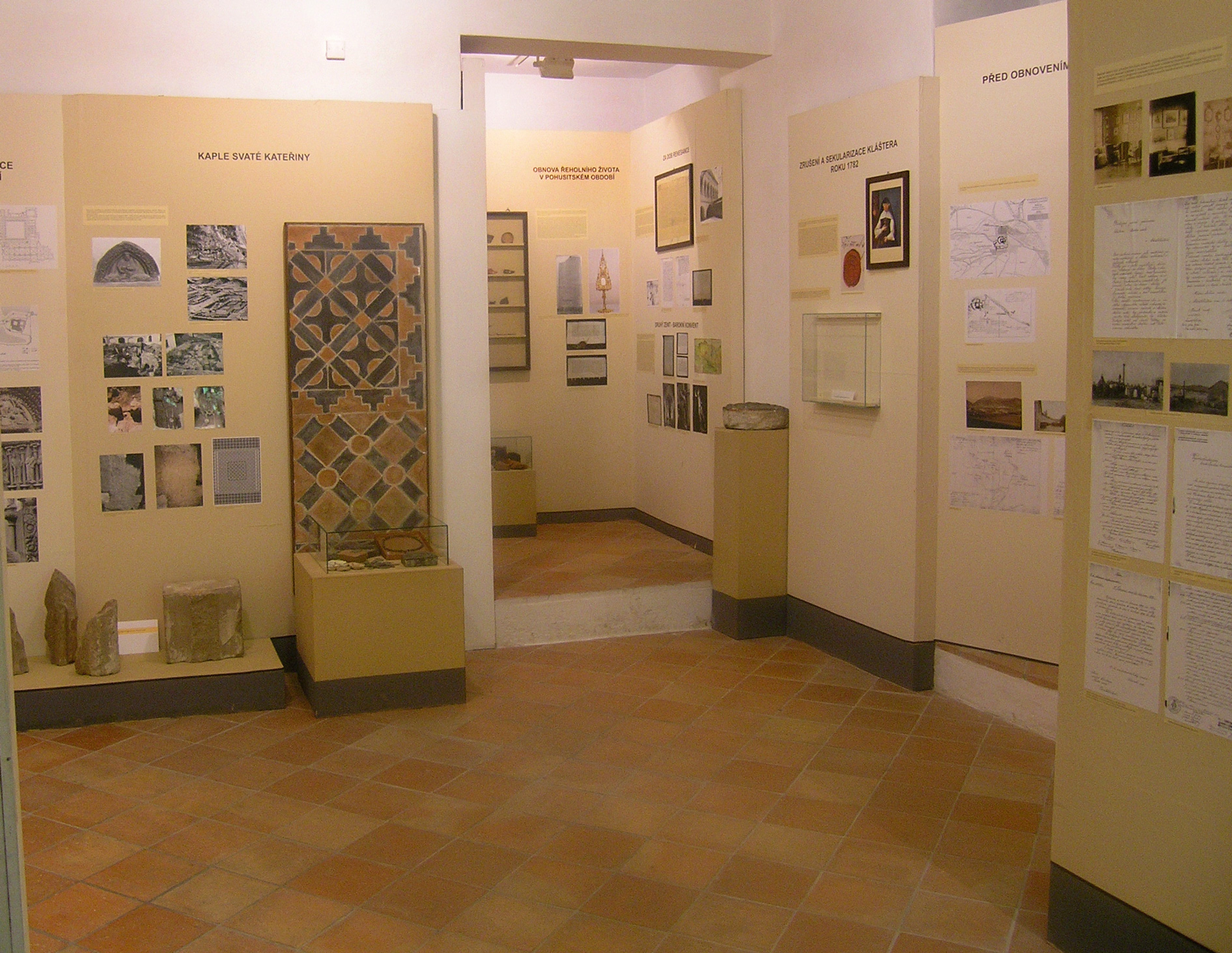
Expozice „Dějiny a současnost kláštera Porta coeli“
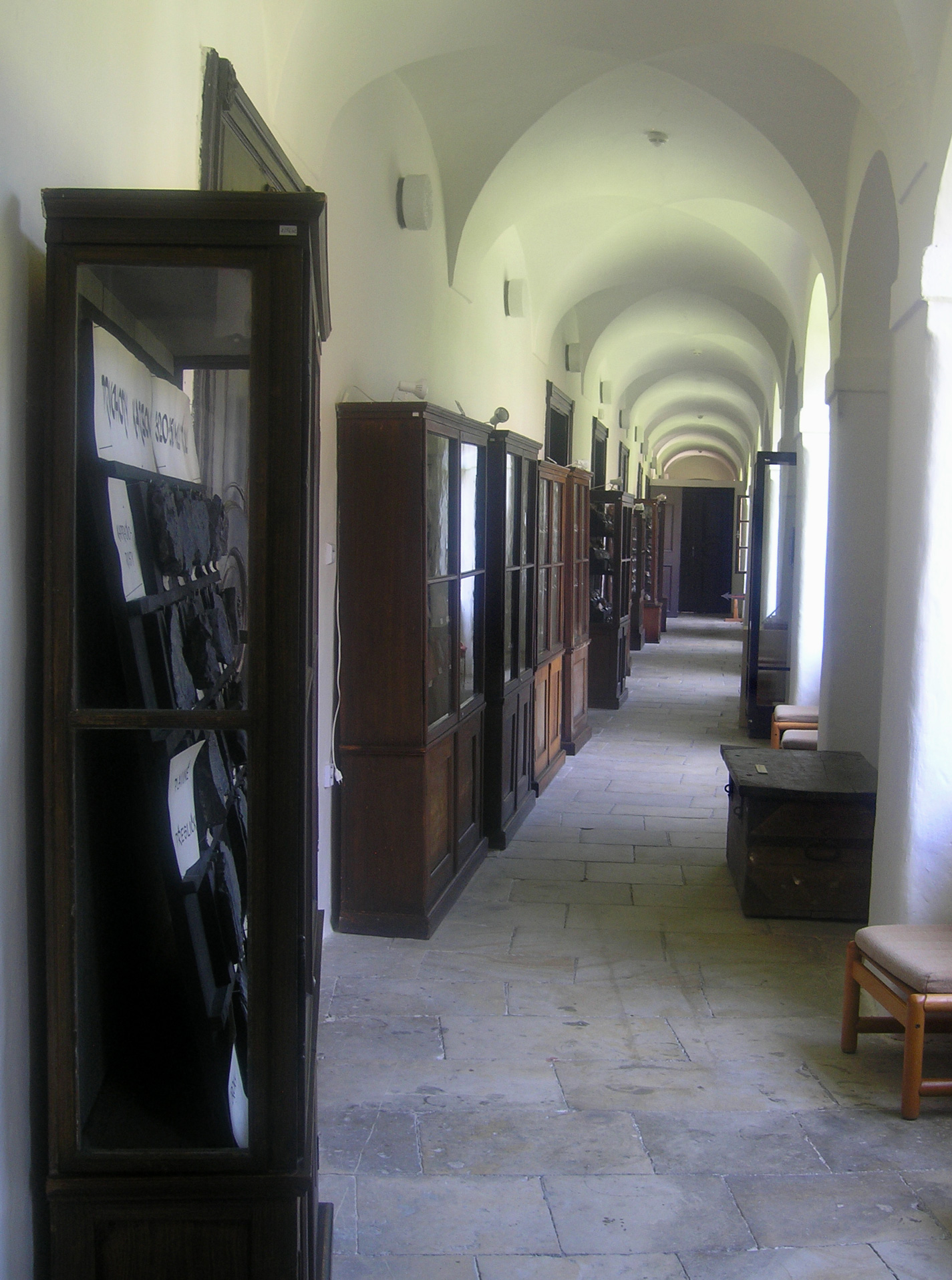
Expozice paleontologie a mineralogie
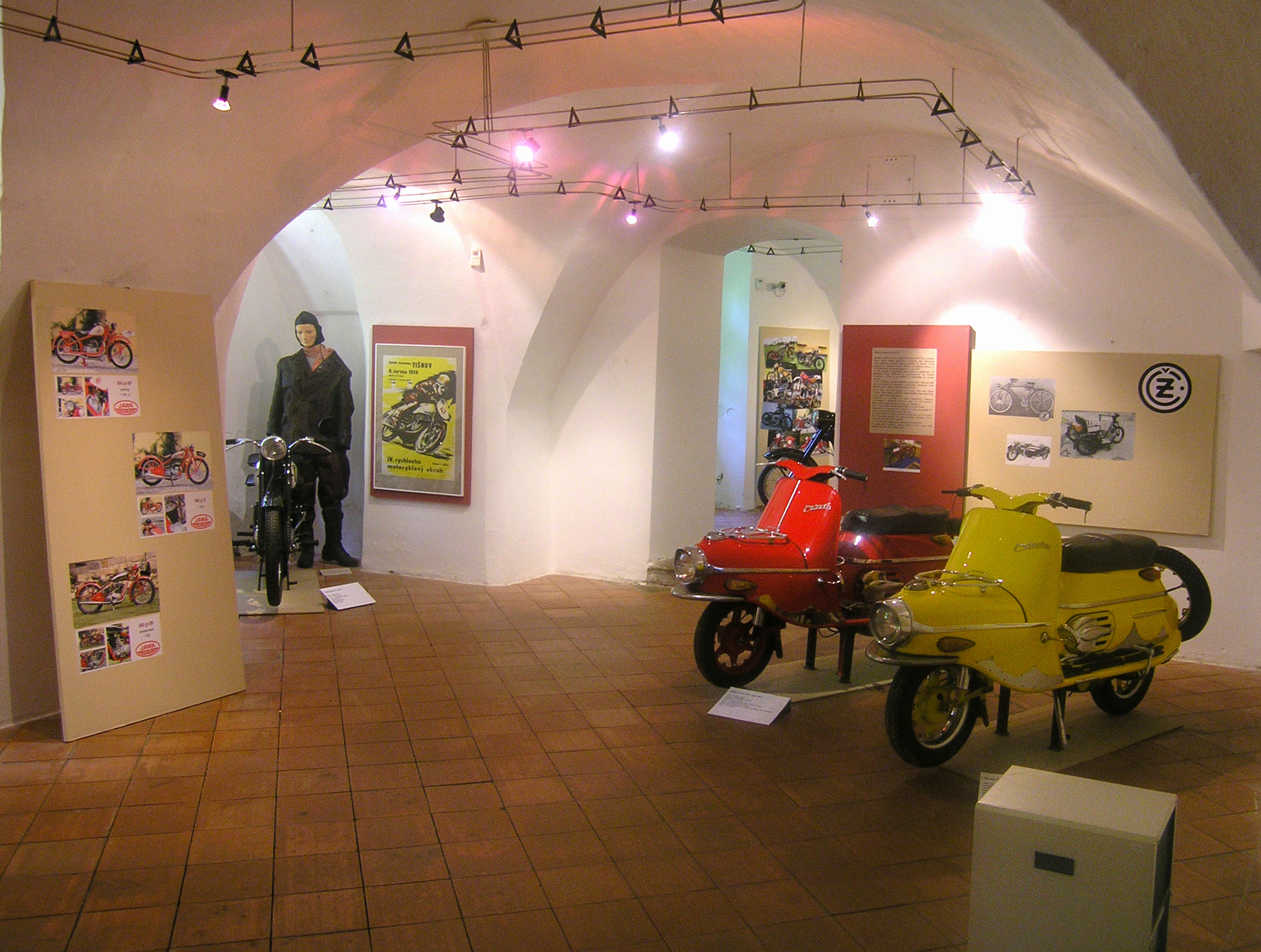
Krátkodobé výstavy se konají v prostorách Galerie